# تپه ضربه علی
تپه ضربه علی مربوط به عصر مس - عصر برنز است و در شهرستان ملایر، بخش سامن، دهستان سامن، روستای ضربه علی واقع شده و این اثر در تاریخ ۲۵ آبان ۱۳۸۷ با شمارهٔ ثبت ۲۳۷۱۶ به‌عنوان یکی از آثار ملی ایران به ثبت رسیده است.